# Piotr Lenartowicz
Piotr Lenartowicz (25 de agosto de 1934 en Varsovia, Polonia - 10 de octubre de 2012) fue un filósofo polaco, vitalista, profesor de filosofía en la Universidad Jesuita de Filosofía y Educación Ignatianum y un jesuita.

## Biografía
Lenartowicz nació en Varsovia, Polonia, sus padres fueron Wiesław Lenartowicz y Schneider Krystyna. Completó sus estudios de medicina en la Escuela de Medicina de Varsovia en 1958. En 1961 obtuvo un doctorado en neurofisiología de la Facultad de Medicina de Varsovia. Estudió filosofía (Lic. en Filosofía (Facultad Jesuita de Filosofía, Cracovia, 1965) y Lic. en teología (Facultad de Teología, Varsovia, 1970).

## Publicaciones
- Lenartowicz, P. (1975) Phenotype-Genotype Dichotomy (in English). Pontif. Univ.Gregoriana, Roma, 1975.
- Lenartowicz, P. Philosophy of Biological Phenomena (in Polish), WAM, Cracow, 1985.
- Lenartowicz, P. Theory of cognition (in Polish), Jesuit Philosophical Faculty, Cracow, 1995.
- Lenartowicz Piotr, Koszteyn Jolanta, Introduction to philosophical questions (in Polish), Jesuit University of Philosophy and Education Ignatianum - WAM, Cracow, ISBN 83-88209-04-3, 2000.
- Vivere & Intelligere. Selected papers by Piotr Lenartowicz SJ published on his 75th birthday. Jesuit University of Philosophy and Education Ignatianum - WAM, Cracow, 2009.
- Lenartowicz, P. People or Manapes. Problem of Human Genealogy (in Polish; Summary in English), Jesuit University of Philosophy and Education Ignatianum, Cracow, 2010.
- Lenartowicz, P. Theory of cognition (new edition, in Polish), WAM, Ignatianum, Cracow, 2014.
- The complete list of publications Dzieła Piotra Lenartowicza